# FKシンジェリッチ・ベオグラード
フドバルスキ・クルブ・シンジェリッチ（セルビア語: Фудбалски клуб Синђелић, セルビア・クロアチア語: Fudbalski klub Sinđelić）は、セルビアのベオグラード・ヴォジュドヴァツをホームタウンとするサッカークラブである。

## 歴史
FKシンジェリッチは1937年に創設されたが、正確な日付は記録に残っていない。クラブの名前は第一次セルビア蜂起の英雄のステヴァン・シンジェリッチに由来し、クラブカラーは赤と白であった。
第二次世界大戦後、シンジェリッチの名前を使用できなかったため、SKシンジェリッチは Fiskulturno društvo Drvodelјac に加わり、1945年6月3日に名前が変更された。FD Drvodelјacは長続きせず、1946年12月1日にFD Građevinacと合併してFD Graditelјになった。クラブは金属企業が多い地域にあり、1950年に金属労働者組合支部の主導でGvožđarに改称されたが、同年にシンジェリッチの名前が復活し、クラブカラーも赤と白に戻った。
2013年、プルヴァリーガに初昇格した。

## 歴代監督
- ドラガン・デュカノヴィッチ 2013-2014
- ゴルダン・ペトリッチ 2015

## 歴代所属選手
- ヨヴァン・アチモヴィッチ 1978-1979
- ミルティン・スレドイェヴィッチ 1988-1989
- デヤン・ダミャノヴィッチ 1998-2000
- ゾラン・ウルモヴ 2007
- アレクサンダル・パロチェヴィッチ 2011-2012
- ネナド・ジヴコヴィッチ 2015, 2016
- ネマニャ・イヴァノヴィッチ 2016-2018
- ルカ・ラドティッチ 2021